# 比克茨巴赫河

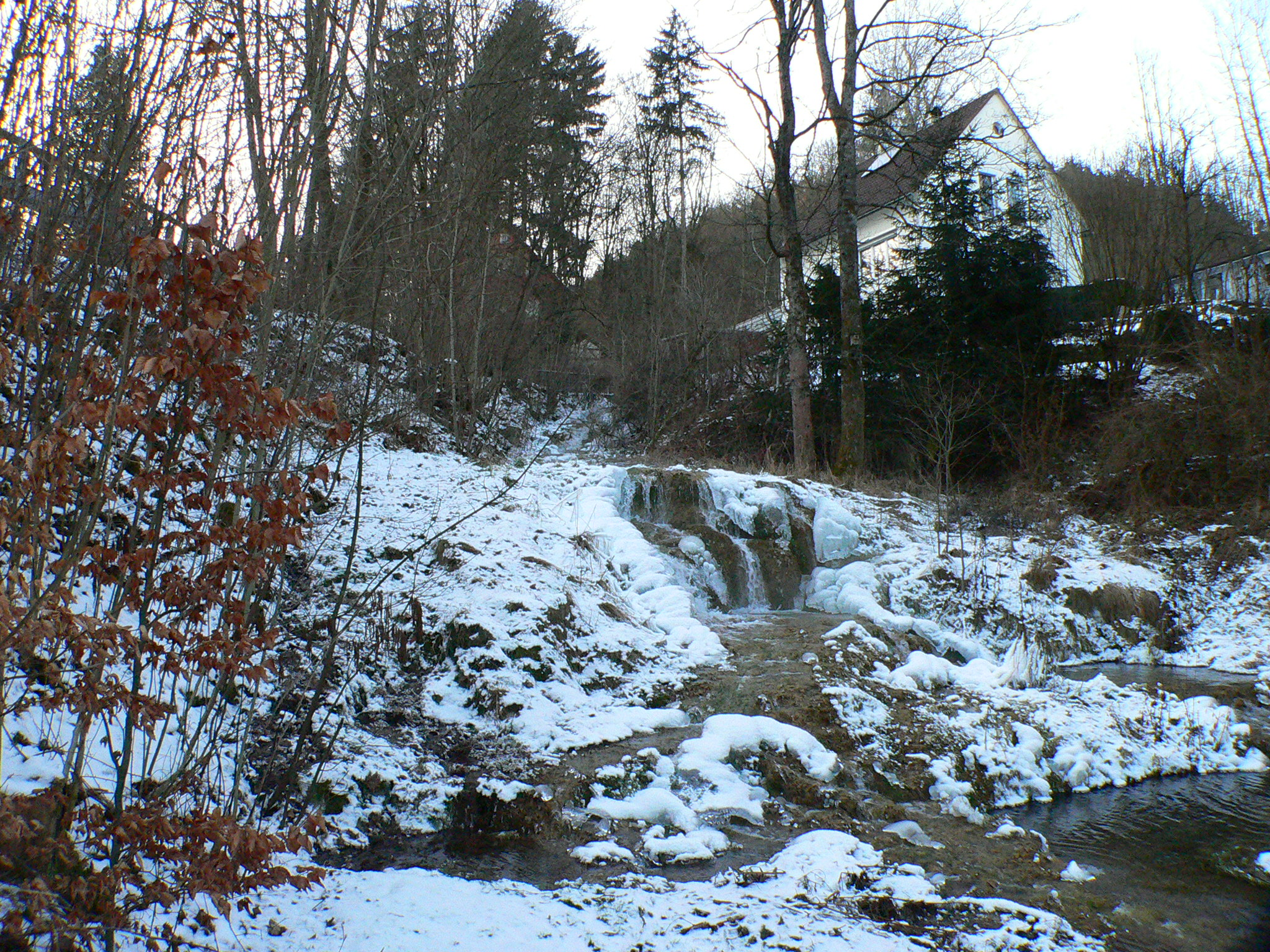

50°35′46.0″N 11°2′40.0″E / 50.596111°N 11.044444°E
比克茨巴赫河（德語：Birkertsbach），是德國的河流，位於該國東南部，由巴伐利亞負責管轄，屬於伊茨河的右支流，河道全長1.6公里左右，流經科堡縣。